# Generalkonfessor
Generalkonfessor (latin: confessor omnium) är munkarnas ledare i ett birgittinerkloster. Enligt heliga Birgitta skulle ett birgittinkloster bestå av en abbedissa, en generalkonfessor, åtta lekbröder, 25 munkar och 60 nunnor. Det var abbedissans uppgift att utse en generalkonfessor vid klostret.